# Medan jag ilar hemåt, jag vilar
Medan jag ilar hemåt, jag vilar är en psalmtext av okänd författare. Texten består av fyra 8-radiga verser.

## Publicerad i
- Andliga sånger 1923 sammanställda av A. Nilsson, Bibeltrogna Vänners förlag. Psalmen har nummer 80 med titeln "Den enfaldiges lovsång".
- Sions Sånger 1951, nr 128.
- Sions Sånger 1981, nr 148 under rubriken "Kristlig vandel".